# تشارلي ليس
تشارلي ليس (بالإنجليزية: Charlie Lees)‏ هو لاعب دوري الرغبي أسترالي، ولد في 1887، وتوفي في 1976.